# Kurija Fabijanec – Horvat
Kurija Fabijanec – Horvat je rimokatolička građevina u mjestu Hum Stubički općini Gornja Stubica,  zaštićeno kulturno dobro.

## Opis dobra
Kurija Fabijanec-Horvat sagrađena je 1882. godine. S južne, reprezentativne strane je visoka prizemnica s podrumskom etažom, a na sjeveru prizemnica na razini terena. Centralni rizalitni istak zaključen je trokutastim zabatom i altanom koju nose masivni zidani stupovi otvorenog arkadnog trijema u suterenu. Unutrašnjost definiraju tri salona, orijentirana na južnu stranu i gospodarske prostorije, orijentirane na sjeveroistok. Sve su stambene prostorije zaključene ravnim stropovima, a podrumski prostor svođen je pruskim kapama s pojasnicama. Kurija kasnoklasicističkih stilskih karakteristika, savršeno uklopljena u okolni ambijent, vrijedan je spomenik ladanjske arhitekture.

## Zaštita
Pod oznakom Z-4202 zavedena je kao nepokretno kulturno dobro - pojedinačno, pravnog statusa zaštićena kulturnog dobra, klasificirano kao "sakralna graditeljska baština".